# Daigo Takahashi
Daigo Takahashi (jap. 髙橋 大悟, Takahashi Daigo; * 17. April 1999 in der Präfektur Kagoshima) ist ein japanischer Fußballspieler.

## Karriere
Daigo Takahashi erlernte das Fußballspielen in den Schulmannschaften der Miyaura SSS, der Kamimura Gakuen Middle School sowie der Kamimura Gakuen High School. Seinen ersten Vertrag unterschrieb er 2018 bei Shimizu S-Pulse. Der Verein aus Shimizu spielte in der höchsten Liga des Landes, der J1 League. Ab August 2019 wechselte er auf Leihbasis zum Drittligisten Giravanz Kitakyūshū nach Kitakyūshū. 2019 wurde er mit dem Klub Meister der dritten Liga und stieg in die zweite Liga auf. Am Ende der Saison 2021 stieg er mit dem Verein aus Kitakyūshū als Tabellenvorletzter in die dritte Liga ab. Für Giravanz absolvierte er 97 Ligaspiele. Nach der Ausleihe kehrte er Anfang 2022 wieder zu Shimizu zurück. Am Ende der Saison 2022 musste er mit dem Verein als Tabellenvorletzter in die zweite Liga absteigen. Nach dem Abstieg verließ er den Verein und schloss sich dem Zweitligisten FC Machida Zelvia an. Am Ende der Saison 2023 feierte er mit Machida die Zweitligameisterschaft sowie den Aufstieg in die erste Liga. Im Juli 2024 wechselte er auf Leihbasis zum Zweitligisten Ōita Trinita. Für den Verein aus Ōita bestritt er zehn Zweitligaspiele. Nach der Ausleihe kehrte er im Januar 2025 zu Machida zurück.

## Erfolge
Giravanz Kitakyūshū
- Japanischer Drittligameister: 2019  ▲

FC Machida Zelvia
- Japanischer Zweitligameister: 2023  ▲